# Fritz Loescher
Fritz Loescher (geb. 26. Oktober 1873 in Berlin; gest. 5. August 1908) war ein deutscher Fachautor für Fotografie, Feuilletonist und Kunstkritiker.

## Lebensweg

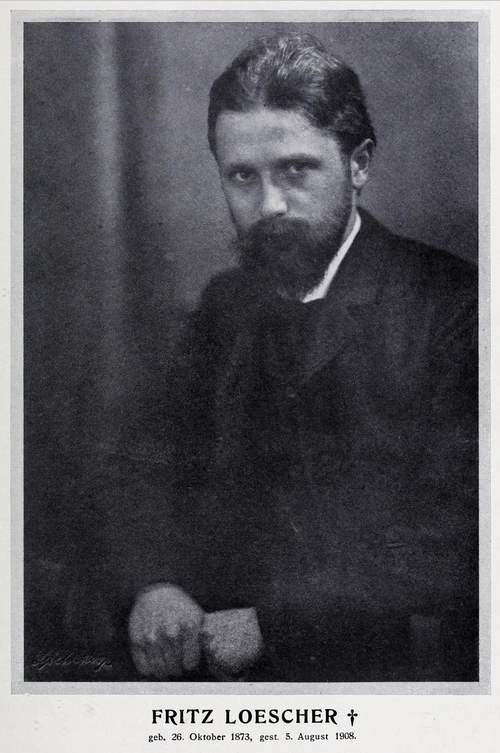
Fritz Loescher (1873–1908). Porträtfoto von Rudolf Dührkoop von 1903

Fritz Loescher wurde am 26. Oktober 1873 in Berlin als jüngster Sohn des Porträtfotografen und Malers Paul Robert Loescher und seiner Ehefrau Maria, geborene Bolze, geboren. Paul Robert Loescher hatte im Jahr 1862, gemeinsam mit seinem Schwager Maximilian (Max) Petsch (1840–1888), das fotografische Atelier mit Kunsthandlung Loescher & Petsch gegründet. Der Fotograf Hans Loescher (geb. 1871) war ein älterer Bruder von Fritz Loescher.
Fritz Loescher besuchte die königliche Kunstschule und die Technische Hochschule in Berlin sowie die Hochschule für Grafik und Buchkunst Leipzig. Danach arbeitete er im fotochemischen Laboratorium der Technischen Hochschule in Berlin als Assistent des Fotochemikers Hermann Wilhelm Vogel.
Fritz Loescher, der evangelisch war, heiratete am 23. Januar 1896 in Berlin Ida Freund (geb. 23. April 1873 in Berlin), die der „mosaischen“, also jüdischen Religion angehörte. Zugleich mit der Eheschließung erkannte er seine Vaterschaft für deren am 11. Juni 1895 geborenen Sohn Hans Ludwig an. Das Ehepaar bekam noch (mindestens) zwei weitere Kinder, nämlich Eleonore Luise (Lore) Loescher (1899–1983) und Detlef Klaus Loescher (1903–1982).
Fritz Loescher ging zunächst wechselnden Tätigkeiten in Wissenschaft, Literatur und Kunst nach. Er zeigte gelegentlich bei öffentlichen Veranstaltungen Projektionen seiner Fotografien von Kunstwerken, so etwa im Jahr 1900 von einem Bilderzyklus des Malers Fidus oder 1901 vom Totentanz von Hans Holbein dem Jüngeren nach Originalen des königlichen Kupferstichkabinetts.
Seit Februar 1899 war Fritz Loescher Mitglied des Vereins zur Förderung der Photographie. Im Januar 1900 wurde er von dem Berliner Fotografen Paul Grundner als Mitglied des Photographischen Vereins zu Berlin angemeldet. Ab 1901 war er Mitarbeiter, ab 1902 Leiter der Bildredaktion der Zeitschrift Photographischen Mittheilungen. Im Januar 1905 wurde Loescher Mitglied der Deutschen Gesellschaft von Freunden der Photographie.
Im Jahr 1900 eröffnete Fritz Loescher in Berlin-Steglitz in der Florastraße 2a ein „Atelier für künstlerische Photographie“, das sich auf Reproduktionen und Vergrößerungen spezialisierte.
Loescher verfasste mehrere fotografische Lehrbücher, darunter „Leitfaden der Landschaftsphotographie“ und „Die Bildnis-Photographie“. Letzteres wurde auch in Frankreich und den USA wahrgenommen. Daneben bearbeitete er nach dem Tod des Fotografen Johannes Grasshoff die Neuauflagen von dessen 1868 erschienenen Buch „Die Retouche von Photographien. Anleitung zum Ausarbeiten von negativen und positiven Photographien sowie zum Koloriren und Uebermalen derselben mit Aquarell-, Anilin- und Oelfarben“ und schrieb ein Buch über „Das Arbeiten mit dem Bromsilberpapier“. Ab 1904 gab Loescher den „Deutschen Camera-Almanach“ heraus. Da Loescher vor Fertigstellung des fünften Bandes dieses Jahrbuches verstarb, übernahm es der Maler Otto Ewel (1871–1954), diesen Band abzuschließen.
Loeschers Buch „Bildnis-Photographie“ erlebte sechs Auflagen, die letzte erschien 1925. Nach Loeschers Tod gab der Maler Otto Ewel die dritte Auflage heraus; Herausgeber der vierten bis sechsten Auflage war Karl Weiss. Loeschers „Leitfaden der Landschafts-Photographie“ brachte es auf sieben Auflagen, von denen die letzte im Jahr 1929, ebenfalls unter Weiss’ Herausgeberschaft, erschien. Loeschers Buch „Vergrößern und Kopieren auf Bromsilberpapier“ erschien 1922 in fünfter und letzter Auflage; Bearbeiter war ab der dritten Auflage von 1908 sein älterer Bruder Hans Loescher (geb. 26. August 1871), der ebenfalls Fotograf war.
Loescher gehörte der Aufnahme-Jury für die Gruppe „künstlerische Photographie“ bei der Allgemeinen Photographischen Ausstellung zu Berlin 1906 an.
Fritz Loescher starb am 5. August 1908 im Alter von 35 Jahren wahrscheinlich in Berlin.

## Schriften (Auswahl)

### Monographien und Zeitschriften
- Fritz Loescher: Die Bildnis-Photographie. Ein Wegweiser für Fachmänner und Liebhaber. Gustav Schmidt, Berlin 1903, S. 180 (slub-dresden.de – mehrfache Auflage).
- Fritz Loescher: Leitfaden der Landschafts-Photographie. Gustav Schmidt, Berlin 1901, S. 162 (slub-dresden.de – mehrfache Auflage).
- Fritz Loescher: Vergrößern und Kopieren auf Bromsilberpapier. In: Photographische Bibliothek. Band 15. Gustav Schmidt, Berlin 1901, S. 111 (mehrfache Auflage).

Unter Mitwirkung
- Ernst Juhl (Hg.): Camera-Kunst. Eine internationale Sammlung von Kunstphotographien der Neuzeit. Gustav Schmidt, Berlin 1903, S. 108

Als Herausgeber
- Deutscher Kamera-Almanach. Ein Jahrbuch für die Photographie unserer Zeit. [1.]1905; 2.1906 – 31.1941; damit Ersch. eingest., ZDB-ID 514724-4

### Veröffentlichungen in Zeitschriften (Auswahl)
- Sizilianische Freilichtstudien. In: Über Land und Meer. 49. Jahrgang, 1899, Nr. 11, S. 181/182.
- Fritz Loescher: Über Kunstphotographie. In: Das Atelier des Photographen. Band 6, Nr. 11, 1899, S. 195–200 (slub-dresden.de).
- Die photographische Ausstellung im Künstlerhause zu Berlin. In: Photographische Chronik. 7. Jahrgang, Heft 70, 1900, S. 449–451, (Digitalisat) und S. 510–513, (Digitalisat)
- In: Photographische Mitteilungen
  - Ausstellung von Amateur-Photographieen in der Kgl. Technischen Hochschule zu Berlin [1901]. 38. Jahrgang, 1901, S. 93–95, (Digitalisat)
  - Zu den Bildern von P. Dubreuil. 38. Jahrgang, 1901, S. 213–222, (Digitalisat)
  - R. Dührkoop. 39. Jahrgang, 1902, S. 236–240, (Digitalisat)
  - Ein Plagiat. 39. Jahrgang, 1902, S. 378–380, (Digitalisat)
  - Zu Hugo Erfurths Bildern. 40. Jahrgang, 1903, S. 103–106, (Digitalisat)
  - Von neuer Porträtphotographie. (Zu unseren Bildern.) 40. Jahrgang, 1903, S. 293–299, (Digitalisat)
  - Theodor und Oskar Hofmeister, 41. Jahrgang, 1904, S. 161–165, (Digitalisat)